# 문학정보고등학교
문학정보고등학교(文鶴情報高等學校)는 대한민국 인천광역시 미추홀구 문학동에 위치한 공립 고등학교이다.

## 학교 연혁
- 1996년 1월 4일 : 인천여자정보산업고등학교 설립 인가
- 1997년 3월 1일 : 제1대 홍정기 교장 취임
- 2000년 6월 20일 : 인천광역시 남구 문학동 394-4로 신축 이전
- 2001년 1월 8일 : 문학정보고등학교로 교명 변경
- 2009년 3월 1일 : 마케팅특성화고등학교로 지정
- 2018년 3월 1일 : 학과 개편(빅데이터금융과(3), 비서사무과(4), 스마트미디어과(3))
- 2020년 3월 1일 : 학과 이름 변경(빅데이터금융과 ==> 회계금융과)
- 2023년 3월 1일 : 학과개편(플랫폼경영과, 서비스마케팅과, 소프트웨어개발과, 웹툰시각디자인과)
- 2024년 1월 25일 : 제25회 졸업식(86명, 누계 7,539명)
- 2024년 3월 1일 : 제11대 김용수 교장 취임
- 2024년 3월 4일 : 2024학년도 신입생(157명)

## 설치 학과
- 소프트웨어개발과
- 회계금융과
- 서비스마케팅과
- 웹툰시각디자인과
- 플랫폼경영과
- 스마트미디어과
- 비서사무과

## 참고 자료
- 문학정보고등학교 - 한국교육학술정보원 학교알리미